# Regatele Renascentiste
Regatele Renascentiste este un joc RPG pentru calculator, online, multiplayer, realizat de Celsius Online, bazat pe un browser web. Jocul se desfășoară într-un mediu real - în Europa de Est la sfârșitul Evului Mediu. Jocul se poate juca alături de mii de alți jucători din alte țări precum Franța, Anglia, Germania, Olanda, Ungaria, Rusia, Polonia, Portugalia, Croația, Spania.